# Clătită
Clătita  este un preparat culinar obținut prin coacerea unei foi subțiri de aluat făcut din făină de grâu, ouă, lapte, apă și sare, de obicei de formă rotundă, umplută cu dulceață, marmeladă, gem, ciocolată, brânză dulce sau urdă, consumată ca desert. Umplute cu brânză sărată, carne, legume, foile de clătită pot intra în componența unor gustări. Clătitele pot fi prezentate pe farfurie sau platou; rulate, pliate ori împachetate. Ele pot fi, de asemenea, preparate cu și fără verdețuri, tăiate fin, ca adăugare la o supă de vită.

## Variante internaționale
În gastronomia internațională, clătita are multiple variante:
- În Franța, clătita este cunoscută sub denumirea de crêpe și este servită atât în versiune dulce (cu zahăr, unt, gem, Nutella), cât și sărată, sub forma de galette, preparată adesea din făină de hrișcă și umplută cu șuncă, ou, brânză sau ciuperci.
- În SUA, clătitele sunt mai groase și pufoase, cunoscute ca pancakes, servite în general la micul dejun cu sirop de arțar, unt, fructe sau frișcă.
- În Rusia și Ucraina, se prepară blini, clătite mici, rotunde, servite cu smântână, icre, pește afumat sau gem.
- În India, o variantă savuroasă este dosa, o clătită subțire din făină de orez și linte fermentată, umplută cu curry de cartofi.
- În Ungaria, clătitele palacsinta sunt similare celor românești, foarte subțiri și rulate, cu umpluturi dulci sau sărate.

## În bucătăria contemporană
Clătitele moderne sunt adaptate dietelor speciale:
- fără gluten (din făină de orez, migdale, năut);
- vegane (fără ouă sau lapte);
- cu adaosuri de superalimente (semințe de in, chia, spanac, spirulină etc.).

Ele sunt populare în cafenele, brunch-uri urbane și chiar festivaluri gastronomice. Ziua Internațională a Clătitei (Pancake Day sau Mardi Gras) este sărbătorită în multe țări, în special înaintea Postului Paștelui.
Clătita rămâne un preparat versatil, economic și apreciat, reprezentând totodată și o punte între tradiție și inovație culinară.

## Etimologie

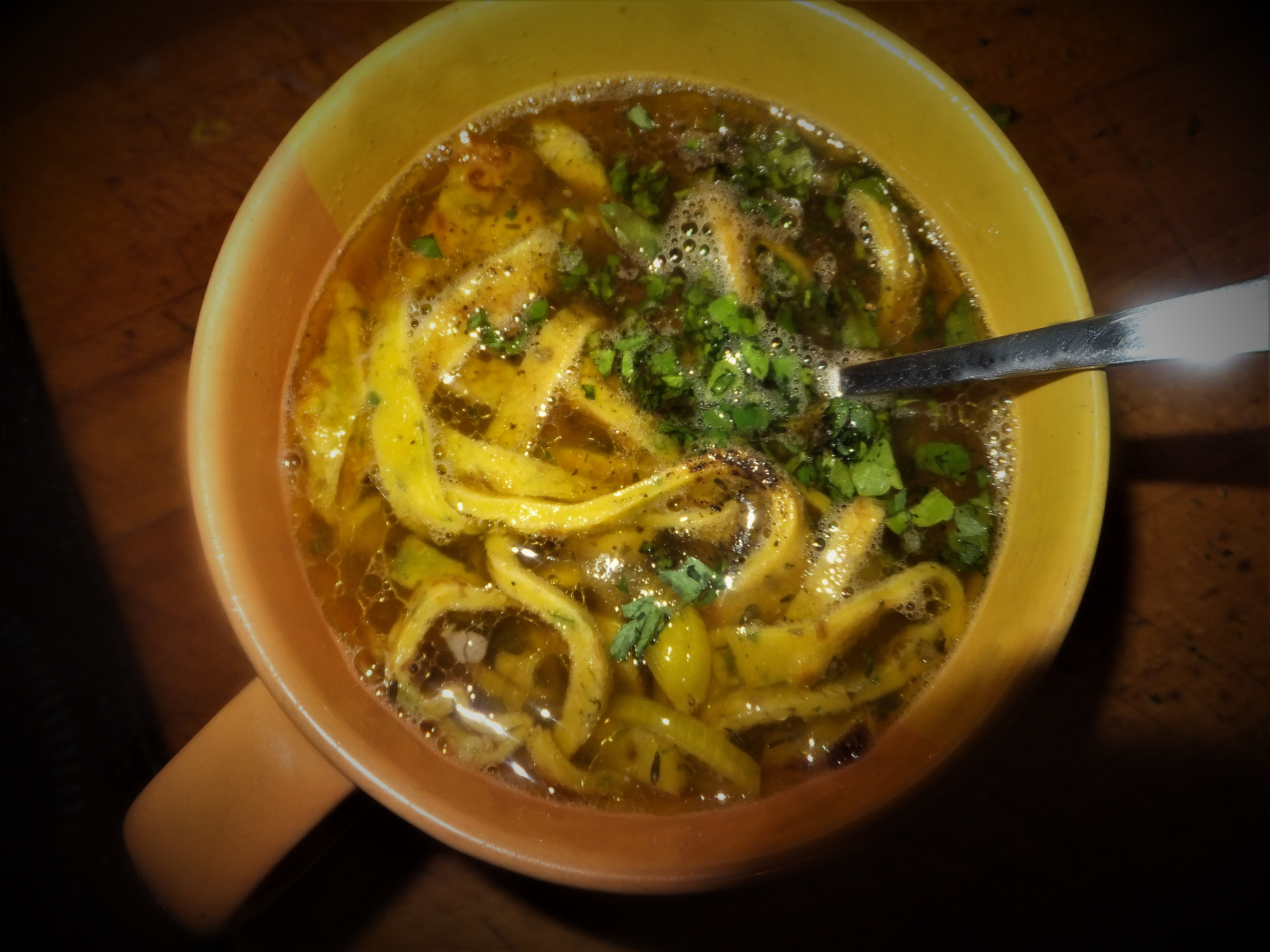
Supă cu clătite

În limba germană se numește Palatschinke, Pfannkuchen sau Frittaten (Austria, ) în Serbia “palacinka”, în maghiară “palacsinta”, în slovacă “palacinka”.

## Istoric

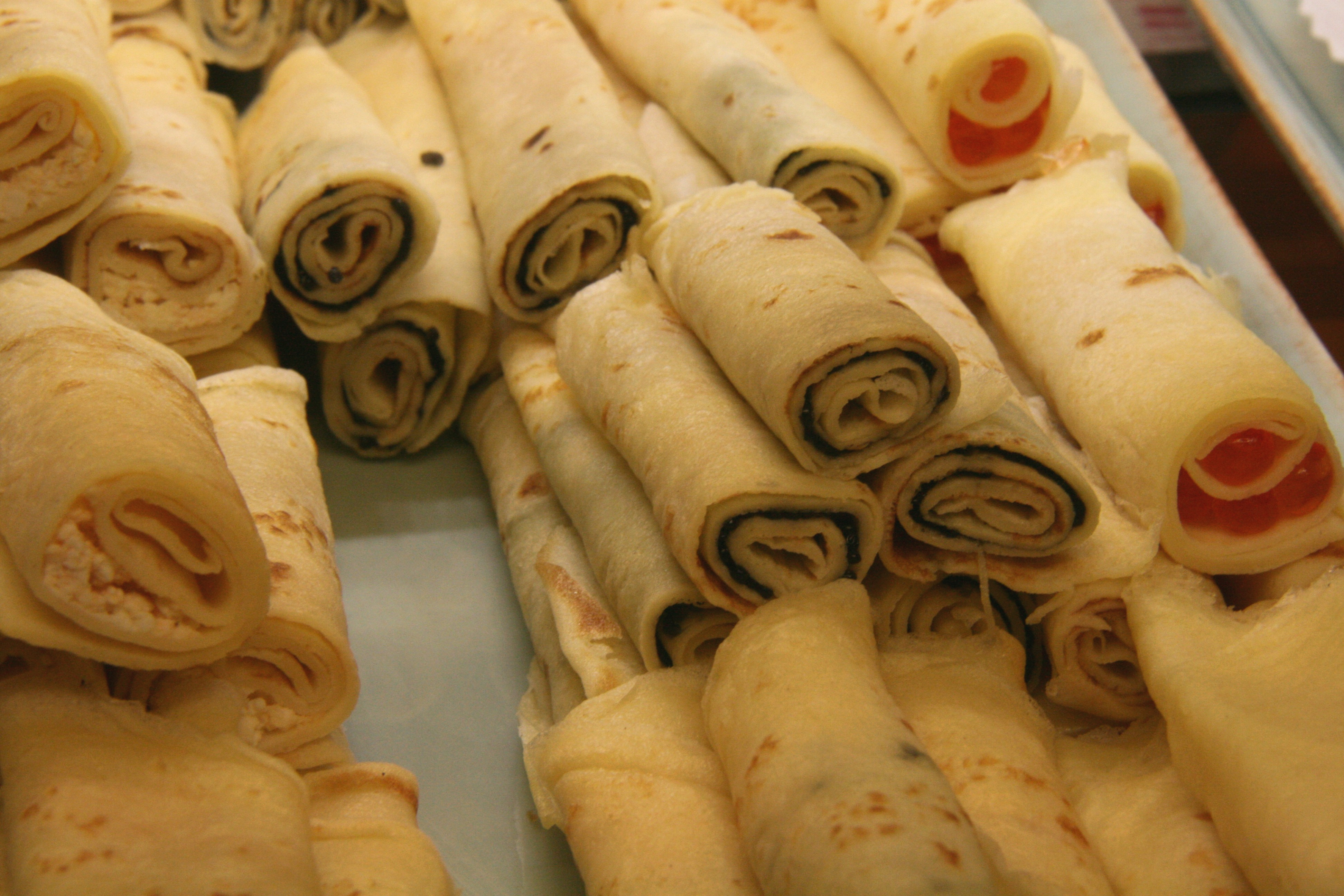
Clătite cu umpluturi diverse

Clătitele sunt o specialitate bretonă, o regiune din nord-vestul Frantei, care a devenit cunoscută și apreciată rapid în toată lumea. Pot fi atât dulci ("crepes"), cât și sărate ("galette"), iar umpluturile variază de la cele mai simple( zahăr, dulceață, miere, ciocolată) până la combinații spectaculoase și incitante.
Original, clătitele se serveau cu cidru (băutura fermentată pe bază de mere), ulterior a apărut cea mai spectaculoasă formă de prezentare a clătitelor "crepes Suzette" (clătite flambate în lichior și suc de portocale).
În Franța chiar există o sărbătoare la care se servesc clătite, în mod tradițional. Se numește "La Chandeleur" (2 februarie, "Ziua Binecuvântării Fecioarei Maria"). Această zi a devenit cunoscută ca "Ziua clătitelor", deoarece tradiția cere să se ofere clătite. Legenda zice că persoana care reușește în această zi să arunce o clătită în sus și să o prindă în tigaie cu dreapta, în timp ce ține o monedă de aur în stânga, va avea noroc de bogăție și prosperitate tot anul.
Și în Anglia există o sărbătoare a clătitelor: "Shrove Tuesday" sau "Pancake Tuesday". În Norvegia, clătitele se numesc pannekake, iar în majoritatea regiunilor germane se numesc Crêpes (referindu-se la un crêpe plat și larg, spre deosebire de clătitele native pannekake mai mici și mai groase)

## Prepararea foii de clătită
Ouăle dezinfectate se spală și se trec prin jet de apă rece, făina se cerne, laptele se fierbe și se răcește.
Ouăle se bat cu ajutorul unui tel, amestecându-se cu făina, laptele, sarea și apa minerală, până se obține o pastă omogenă, semilichidă. Se înfierbântă o tigaie cu marginile joase, se unge cu ulei, iar cu ajutorul unui polonic se toarnă un strat subțire de compoziție astfel încât să se acopere fundul tigăii. Se coace la foc iute, pe ambele părți, când este gata se răstoarnă pe o farfurie, continuând cu următoarea.
După compoziția de umplere, în toate bucătăriile lumii se întâlnesc sute de specialități de deserturi și gustări, care au la bază foaia de clătită.

## Sortimente de clătite

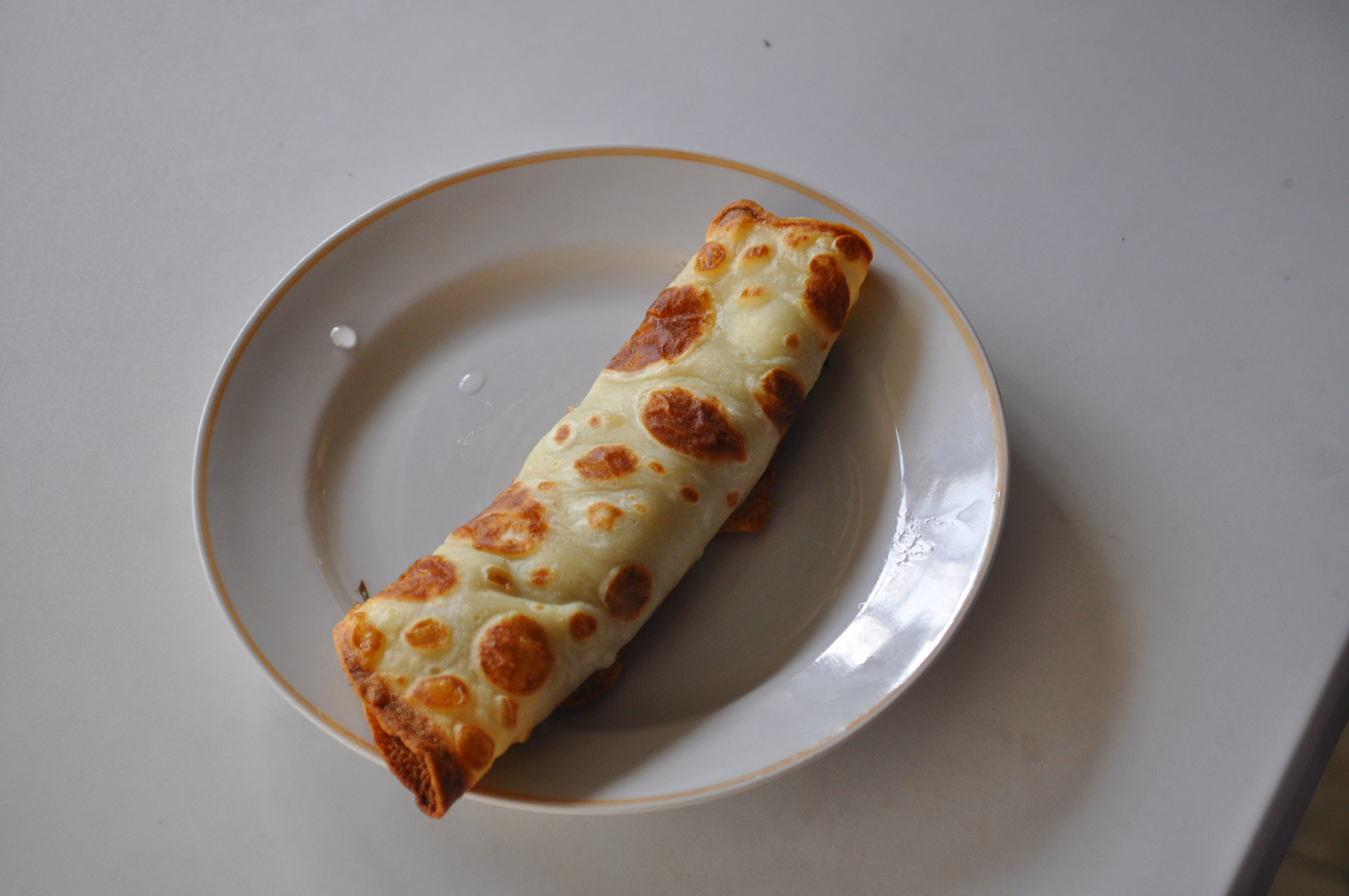
Clătită cu dulceață

### Grupa deserturilor
Sortimente de clătite din grupa deserturilor:
- Clătite cu dulceață sau gem
- Clătite cu brânză de vacă
- Clătite cu urdă și mărar
- Clătite cu înghețată
- Clătite cu sos de ciocolată
- Clătite cu gem de caise și nuci
- Clătite cu nucă și frișcă

### Grupa gustărilor
Sortimente din grupa gustărilor:
- Clătite umplute cu carne: Carnea (de porc, pui sau vită) se fierbe, se răcește, se trece prin mașina de tocat. Ceapa se călește în ulei, se amestecă împreună carnea tocată, verdeața (mărar și pătrunjel), sare, piper și se umplu (împachetează) foile de clătită, se pun într-o tavă unsă cu ulei, se acoperă cu smântănă și se dau la cuptor pentru 15 minute.[7]
- Clătite cu creier și spanac : Clătitele se umplu cu o compoziție din creier fiert și răcit, amestecat cu verdeață, unt și condimente cu garnitură de piure de spanac
- Clătite cu spanac și brânză: Compoziția este făcută din spanac fiert, călit în unt și amestecat cu ou, brânză de vaci și condimente. Se unge cu unt o tavă de mărimea clătitelor și se așază în straturi succesive, clătită, compoziție, clătită, încheindu-se cu o foaie de clătită deasupra peste care se toarnă smântână și se dă la cuptor pentru 20 min. Se servește fiebinte, tăiată în felii de tort, cu cașcaval ras deasupra.[8]
- Clătite brașovene (crochete brașovene): diferă de cele cu carne prin faptul că au în compoziție și carne de vită, cașcaval ras și ou.

Carnea de porc și vită împreună cu ceapa tocată se înăbușă la tigaie până se înmoaie, se potrivește cu sare și piper și se trece de două ori prin mașina de tocat, se adaugă oul bătut, mărarul verde mărunțit și cașcavalul ras. Se umplu foile de clătită, se dau prin ou și pesmet și se prăjesc uniform în ulei încins. Se servesc fierbinți cu sos de roșii și smântână.
- Clătite cu legume (rulouri)

## Galerie de imagini

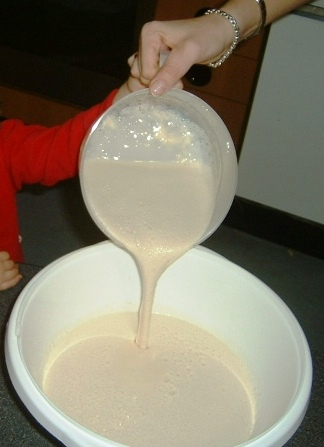
Prepararea aluatului pentru clătite
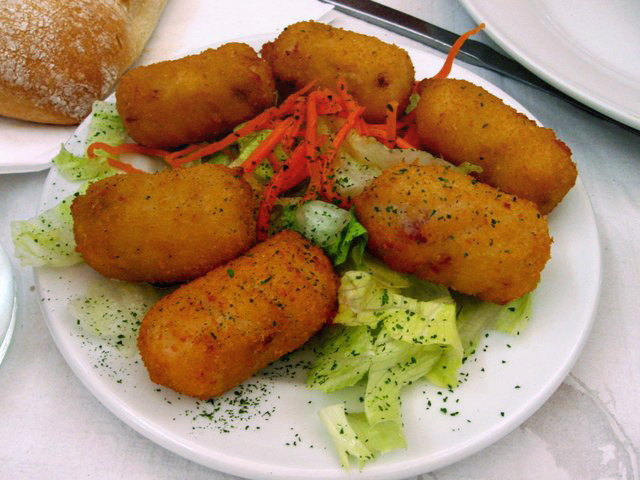
Crochete din foi de clătită
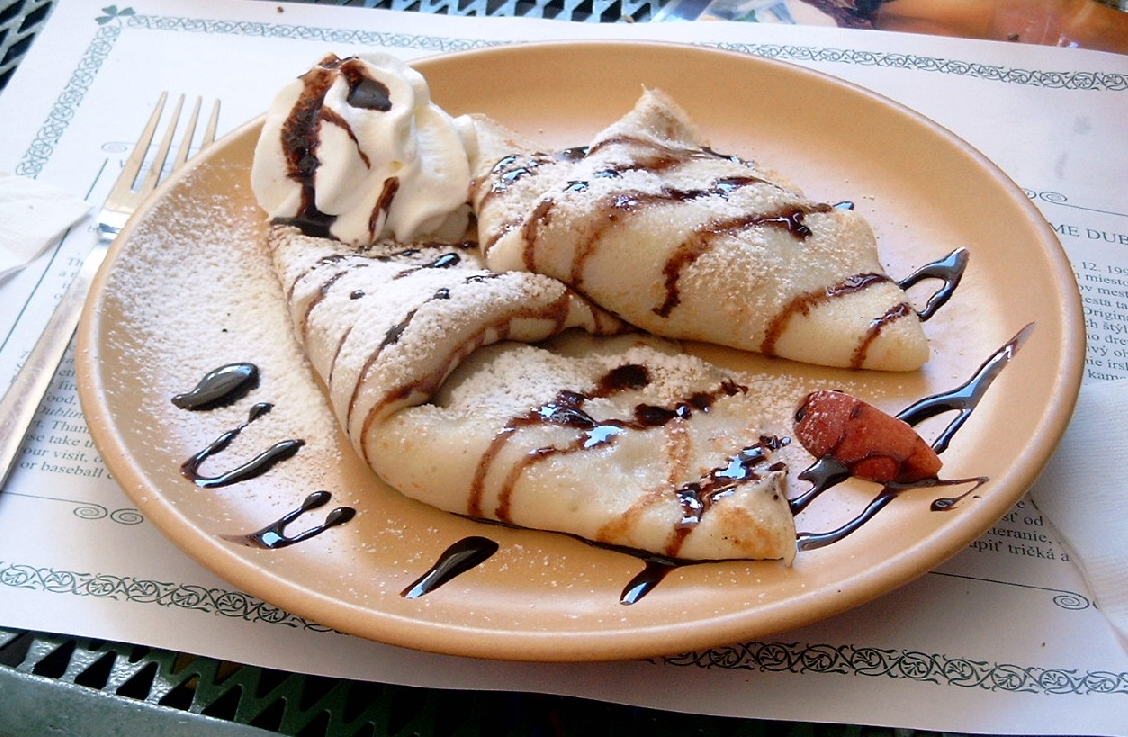
Clătite cu ciocolată